# Chrysolina septentrionalis
Chrysolina septentrionalis là một loài bọ cánh cứng trong họ Chrysomelidae. Loài này được Ménétriés miêu tả khoa học năm 1851.